# Mandátní smlouva
Mandátní smlouva byla v českém právu smlouva mezi podnikatelskými subjekty, kterou mandant pověřil mandatáře zastoupením v nějaké záležitosti. Jednalo se o smlouvu poměrně jednoduchou, často se využívala například v mezinárodním obchodě. Upravoval ji obchodní zákoník (§ 566–576) a s jeho zrušením byla od roku 2014 byla nahrazena obecnou příkazní smlouvou.

## Podstatné náležitosti mandátní smlouvy
U mandátní smlouvy existovaly tři podstatné náležitostmi, které musela obsahovat povinně každá smlouva. Jednalo se o určení smluvních stran, tedy mandanta a mandatáře, kteří spolu smlouvu uzavřeli, dále určení předmětu smlouvy a také určení úplaty za zastoupení. Mandantem byla ta osoba, která pověřila druhou osobu zastoupením, mandatářem byla osoba pověřená zastoupením. Bylo možné se setkat i s pojmem mandát, kterým se rozumělo oprávnění či pověření jiné osoby ve věci zastupování.
Mandátní smlouva pojednávala o činnostech souvisejících s podnikáním, pro ostatní záležitosti bylo nutné i tehdy využít smlouvu příkazní. V rámci podnikání se mohlo jednat buď o faktické činnosti, jako například zajišťování informací či přípravné činnosti související s obchodem, nebo o právní jednání (tehdy právní úkony), kupříkladu zastupování v soudním řízení či uzavírání smluv, kde mandatářem byl často advokát.
Mandatáři náležela odměna za vykonání činnosti, nikoliv však za její výsledky. Nebylo nutné mu tedy odměnu nevyplatit třeba v případě, že obchodní činnost nepřinesla očekávané ovoce. Pro něj byl tento vztah samozřejmě relativně výhodný, musel však vyvíjet skutečnou snahu dosáhnout výsledku a přistupovat k věci s veškerou odborností. Vztah založený na mandátní smlouvě byl tedy vždy vztahem úplatným. Standardně byly také nad rámec odměny uhrazeny mandatáři vzniklé náklady, ovšem pokud smlouva nestanovila, že je má již zahrnuty ve své odměně.

## Další povinnosti
Mandatář postupoval ve věci v souladu s příkazem mandanta, byl také povinen mu podávat veškeré informace, které se v průběhu vyskytnou a mohly by mít vliv na činnost a její výsledky, případně na zájmy mandanta. Mandatář jednal jménem mandanta a na mandantův účet. Nenesl odpovědnost za jednání třetích osob, se kterými uzavřel jménem mandanta smluvní vztah. Pokud smlouva neuváděla jinak, nebyl mandatář povinen činnosti vykonávat osobně, mohl tím pověřit další osobu, ovšem odpovědnost stále nesl sám.
Mandant byl kromě vyplacení odměny také povinen poskytnout potřebné informace a zejména vystavit mandatáři včas plnou moc, pokud to úkony, jež byly předmětem smlouvy, vyžadovaly.